# Joseph Serge Miot
Joseph Serge Miot (23. november 1946 – 12. januar 2010) var en haitiansk ærkebiskop af Port-au-Prince.
Fra 1975 til 1982 studerede han filosofi på det pavelige universitet i Rom, hvor han fik sin doktorgrad. Fra 1978 til 1994 blev han professor i filosofi på Grand Séminaire Notre-Dame de Turgeau. Fra 1994 til 1995 var han adjungeret professor ved Institut Catholique de Paris. Fra 1996 til 1998 var han rektor for universitetet i Notre-Dame de Janvier.
Han døde som følge af Jordskælvet i Haiti i 2010.